# Тулкарм
Тулкарм (арап. طولكرم) је град у Палестини, на Западној обали реке Јордана, административно је средиште гувернатуре Тулкарм. Недалеко од Тулкарма налазе се израелски град Нетанија на западу и палестински градови Наблус и Џенин на истоку. Према Палестинском државном заводу за статистику, 2007. године Тулкарм је имао 51.300 становника, док је његов суседни избеглички камп имао 10.641 становника..

## Етимологија
Арапско име града преводи се као „дуго (место) винограда”.

## Историја

### Доба Британског мандата над Палестином
Власти Британског мандата над Палестином (1920-1947) су прогласиле Тулкарм за главни град подокруга Тулкарм.
Град и његова околина били су уточиште палестинских арапских побуњеника и подручје на ком су деловали током арапскр побуне у Палестини (1936–1939) против британске власти у Палестини. Генерални командант побуне Абд Ал Рахим Ал Хаџ Мухамад потекао је из Динабе, која је данас део општине Тулкарм. Он је водио многе операцијама у близини града.
Пут који повезује град са Нетанијом изграђен је на обали 1920. Да би се решили проблеми повезани са значајним порастом броја становника и неорганизованим инфраструктурним развојем од почетка 20. века, направљен је урбанистички план за Тулкарм и његова сателитска села Динаба, Шувејка и Ирта 1945. У то време Тулкарм је био подељен на четири главна дела, а највећи део комерцијалне активности био је концентрисан дуж путева север-југ и исток-запад. У међувремену, град се ширио ка северу где су раније биле зелене површине.
Према статистичким подацима о селима Палестине, које је прикупила влада Британског мандата над Палестином (1945), Тулкарм је имао 8.090 становника; од тога 7.790 муслимана, 280 хришћана и 20 осталих, док је површина земље која је припадала селу била 1.672 дунума (урбано) и 32.610 дунама (рурално), према званичном попису земљишта и становништва. Од тога, 2.399 дунама било је под цитрусима и бананама, 276 је било намењено плантажама и земљишту које је наводњавано и 28.256 дунама житарицама, while 1,492 дунама дунума било грађевинско земљиште (под кућама).

## Демографија
У време пописа становништва у Палестини (1922) који су спровеле власти британског мандата, Тулкарм је имао 3.350 становника, од којих је 3.109 било муслимана, 23 Јевреја, 208 хришћана и 10 других. У време следећег пописа становништва у Палестини (1931) у Тулкарму је постојало 804 домаћинства и 4.540 становника, међу којима је било и 1.555 хришћана, 300 Јевреја, 100 Самарићана и 75 Друза. Према попису у предграђима Тулкарма је живело 516 муслимана, 15 Јевреја и 10 хришћана.
Популација Тулкарма, Динабе, Шувејке и Ирте постепено се повећавала у просеку за 2% годишње између 1931. и 1961, с драстичним порастом након рата 1948, јер су то подручје преплавиле палестинске избеглице. Јевреји су вероватно избегли / протерани током рата. Након рата из 1967. године, становништво је привремено смањено, јер су неки становници избегли у Јордан. На попису становништва који је спровео Државни завод за статистику Израела 1967. забележено је 10.255 становника града Тулкарма, док је камп Тулкарм имао 5.020, Динаба 1.342, Ирта 925, Шувејка 2.332 и Кирбет Јарад 128 становника, укупно 20.002. Већина становника су били муслимани, иако је према попису становништва постојала мала заједница од 103 хришћана.
| Година  | Тип     | Становништво                   |
| ------- | ------- | ------------------------------ |
| 1548    | попис   | 1.040                          |
| 1596    | попис   | 968                            |
| 1860−их | процена | 1.000                          |
| 1922    | попис   | 3,.350                         |
| 1931    | попис   | 4.540                          |
| 1945    | попис   | 8.090                          |
| 1961    | попис   | 11.401                         |
| 1967    | попис   | 20.002                         |
| 1997    | попис   | 39.805 (са избегличким кампом) |
| 2007    | попис   | 61.941                         |

На првом попису становништва који је спровео Државни завод за статистику Палестине 1997, Тулкарм је имао 33.921 становника, а Тулкармски избеглички логор имао је 5.884 становника. Палестинске избеглицае чине 31,4% становника града и 94% становника кампа (логора). Однос полова у граду био је 50,7% мушкараца и 49,3% жена. Преко половине (52,2%) становника града било је млађе од 20 година, 44,5% је било старости између 20 и 64 године, а 4,1% је било старије од 64 године. Пописом 2007. утврђено је да је становништво Тулкарма порасло на 51.300, док се становништво кампа повећало на 10.641. Однос полова у граду био је 50,3% мушкараца и 49,7% жена.
Данас је становништво скоро у потпуности муслиманско. Пре израелске окупације града 1967. године, у Тулкарму је живело око 1.000 хришћана, али отприлике половина заједнице је емигрирала након рата, док је већина преосталих хришћана постепено емигрирала након тога. Постоје две хришћанске породице које и даље живе у Тулкарму, које су део исте проширене породице. У граду постоји православна црква посвећена Светом Ђорђу, изграђена почетком 19. века. Због недостатка свештеника и све мањег броја локалних верника, црква је неактивна и отвара се за само посетиоце.